# Georg Herwegh
Georg Friedrich Rudolph Theodor Herwegh (Stuttgart, 31 mai 1817 - Baden-Baden, 7 avril 1875), est un poète, révolutionnaire et traducteur wurtembergeois.
Démocrate radical, il prend part à l'insurrection badoise de Friedrich Hecker en avril 1848.

## Biographie
Fils d'aubergiste, Georg Herwegh fait ses études à Stuttgart, à Maulbronn et à Tübingen, où il suit des cours de théologie. Il traduit en allemand des poèmes d'Alphonse de Lamartine et fournit des articles de critique au journal Europa d'August Lewald (de).
Lors de son service militaire, une querelle avec un officier wurtembergeois l'oblige à s'exiler en Suisse en 1839. C'est donc à Zurich qu'il publie en 1841 les Chants d'un vivant (Gedichte eines Lebendigen), un recueil de poésies engagées dont la rhétorique libertaire lui vaut un succès considérable.
Après un retour triomphal dans son pays en 1842, il est banni en raison de la publication, contre son gré, d'une lettre virulente adressée au roi de Prusse, qui admire son talent. Il se retire à nouveau à Zurich, où il publie en 1843 ses Vingt-et-une feuilles de Suisse (Einundzwanzig Bogen aus der Schweiz).
Persona non grata auprès des autorités conservatrices zurichoises pour avoir écrit des articles pour des journaux radicaux et menacé d'arrestation pour désertion par les autorités du Wurtemberg, il doit se réfugier à Bâle. En 1845, il s'installe à Paris.

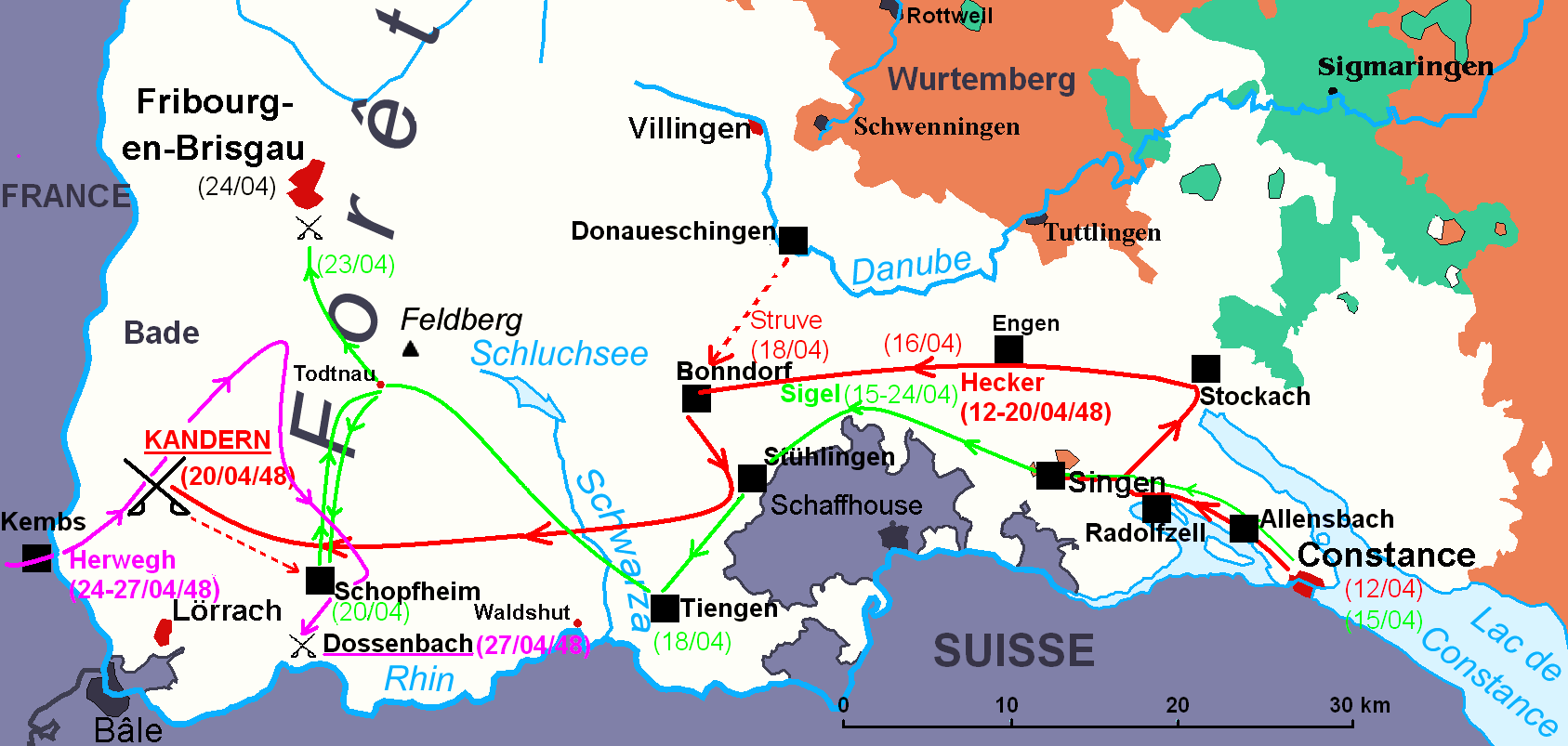
Trajet des troupes révolutionnaires dans le sud-Bade en avril 1848. En violet, le parcours de la « Légion démocratique » d'Herwegh.

Herwegh et d'autres démocrates allemands exilés à Paris, comme Adelbert von Bornstedt, fondent une « Société démocratique » au lendemain de la Révolution française de 1848 (1er mars 1848). Ce club prépare la constitution d'une « Légion des démocrates allemands », qui compte entre 1 500 et 1 800 hommes et qui a pour but d'aider l'insurrection républicaine de Friedrich Hecker et Gustav Struve en Allemagne avant de se porter au secours des Polonais opprimés. Cette entreprise, comparable à celle de la légion belge, a bénéficié de l'aide du gouvernement français de Lamartine, qui souhaitait peut-être se débarrasser ainsi d'une source potentielle de désordre. Elle était soutenue par Ney de la Moskowa et Bakounine mais vivement critiquée par Marx et Engels.
Parties de Paris le 24 et le 30 mars, les troupes d'Herwegh arrivent cependant trop tard : Hecker est vaincu par l'armée régulière de la Confédération germanique à Kandern le 20 avril. Or la « Légion démocratique » ne traverse le Rhin, entre Kembs et Kleinkems, que le 24 avril à une heure et demie et n'arrive sur les lieux de la défaite que le 25 avril. Après avoir tenté en vain de rejoindre un autre bataillon d'insurgés commandé par Franz Sigel, Herwegh fait battre ses troupes en retraite vers la Suisse voisine. Il est rattrapé et battu par l'armée régulière à Dossenbach (aujourd'hui quartier de Schwörstadt, près de la frontière suisse) le 27 avril. Vaincu, Herwegh et plusieurs de ses camarades sont contraints de prendre la fuite en Suisse. Il se réfugia ensuite dans le sud de la France.
Heinrich Heine, dont il fait la connaissance à Paris en 1841, appelle Herwegh l'« alouette intrépide ».
Ami de Richard Wagner, Herwegh lui fait découvrir la philosophie de Schopenhauer en lui apportant Le Monde comme volonté et comme représentation (hiver 1853-54).

## Vie privée
Herwegh épouse le 8 mars 1843 Emma Siegmund (1817-1904), fille d'un riche marchand grossiste en tissus, fournisseur de la Cour de tissus de soie. Herwegh est connu pour ses conquêtes féminines et il a dans sa liste de Don Juan les plus belles femmes de son époque comme Mme d'Agoult, aimée de Liszt. Il est également l'amant de la femme d'Alexandre Herzen, Natalia. L'on sait que Herwegh a provoqué Herzen en duel en vain. Herzen évite ce duel, pas par lâcheté, mais par mépris pour Herwegh. Plus tard, Emma Herwegh s'est ouvertement offerte comme maîtresse à Herzen, mais ce dernier a refusé.

## Œuvres
- Einundzwanzig Bogen aus der Schweiz ("Vingt-et-une feuilles de Suisse"), Zurich et Winterthur, Literarischen comptoirs, 1843
- Gedichte eines Lebendigen, mit einer Dedikation an den Verstorbenen ("Chants d'un vivant, avec une dédicace aux morts"), 7e éd., Zurich, Literarischen comptoirs, 1843-44
- Briefe 1832-1848 (Lettres à Marie d'Agoult), 2005
- (fr) « L' “Avant-mars”. Poésie et prose politiques de Georg Herwegh, poète du Vormärz », présentation, traduction et notes de Lucien Calvié, Revue de poésie La Mer gelée, n° thématique « Mars » [lire en ligne], Vanloo, p. 65-91, 2024. ⟨hal-04799952⟩